# Episodi de La mia vendetta (prima stagione)
La prima stagione della serie televisiva francese La mia vendetta, composta da 8 episodi da 52 minuti ciascuna, è stata trasmessa dapprima in Svizzera sul canale RTS Un dal 3 al 24 settembre 2016, poi in Belgio dal 4 al 25 settembre 2016 su La Une e infine in Francia dall'8 al 29 settembre 2016 su TF1.
In Italia la stagione è andata in onda dal 27 dicembre 2016 al 5 gennaio 2017 su Canale 5.
| nº | Titolo originale        | Prima TV Francia  | Titolo italiano       | Prima TV Italia  |
| -- | ----------------------- | ----------------- | --------------------- | ---------------- |
| 1  | Vingt ans pour toujours | 3 settembre 2016  | Vent'anni per sempre  | 27 dicembre 2016 |
| 2  | D'entre les morts       | 3 settembre 2016  | Dal mondo dei morti   | 27 dicembre 2016 |
| 3  | Fille perdue            | 10 settembre 2016 | La figlia perduta     | 30 dicembre 2016 |
| 4  | L'ombre d'un doute      | 10 settembre 2016 | L'ombra del dubbio    | 30 dicembre 2016 |
| 5  | Le retour du fils       | 17 settembre 2016 | Il ritorno del figlio | 4 gennaio 2017   |
| 6  | L'épreuve du feu        | 17 settembre 2016 | Ignifugo              | 4 gennaio 2017   |
| 7  | La proie                | 24 settembre 2016 | La preda              | 5 gennaio 2017   |
| 8  | Catharsis               | 24 settembre 2016 | Catarsi               | 5 gennaio 2017   |